# Caliactis bistolata
Caliactis bistolata är en mångfotingart som beskrevs av Shelley 1996. Caliactis bistolata ingår i släktet Caliactis och familjen Schizopetalidae. Inga underarter finns listade i Catalogue of Life.